# Сен Совер (Квебек)
Сен Совер (фр. Saint-Sauveur) је град у Канади у покрајини Квебек. Према резултатима пописа 2011. у граду је живело 9.881 становника.

## Становништво
Према резултатима пописа становништва из 2011. у граду је живело 9.881 становника, што је за 7,5% више у односу на попис из 2006. када је регистровано 9.191 житеља.
| 2006. | 2011. |
| ----- | ----- |
| 9.191 | 9.881 |